# Вознесенський район (Мелітопольська округа)

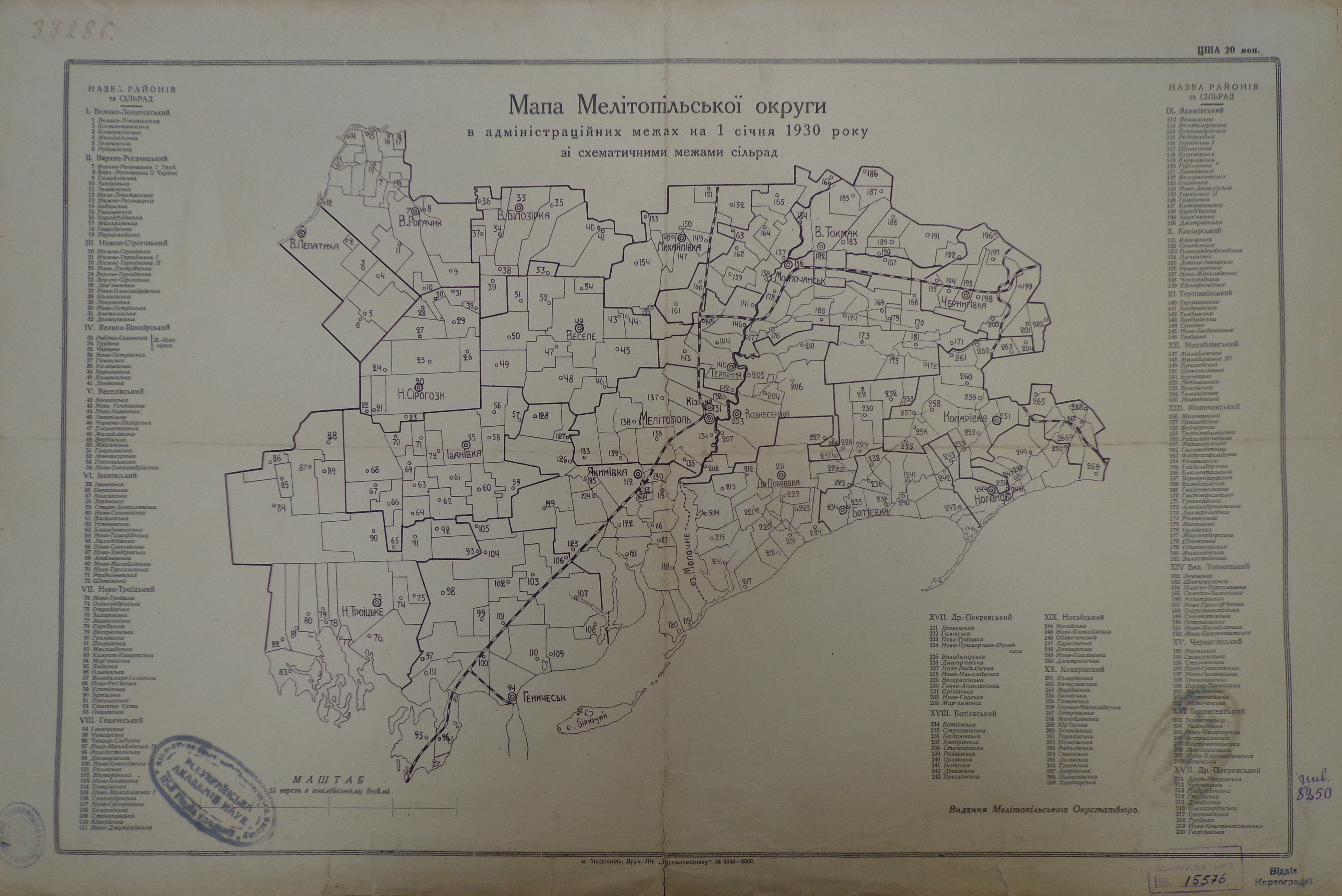
Вознесенський район на мапі Мелітопольської округи 1930 року.

Вознесенський район (рос. Вознесенский район) — район УРСР, що існував у 1923 — 1930 роках. Центр — село Вознесенка.
Створений 7 березня 1923 року у складі Мелітопольської округи Катеринославської губернії.
2 вересня 1930 року район ліквідований з приєднанням його території до Мелітопольського, Покровського і Терпіннянського районів.
Станом на 1930 рік складався з 8 сільрад.